# Vroči izviri Ma'in
Vroči izviri Ma'in (arabsko حمامات معين, hammamat ma'in) je niz vročih mineralnih izvirov in slapov med Madabo in Mrtvim morjem v guvernoratu Madaba v Jordaniji.

## Lega
Vroči izviri Ma'in so 58 km južno od Amana v guvernoratu Madaba in so od Madabe oddaljeni 27 km. So 120 metrov pod morsko gladino. Regija Ma'in vsebuje skupno 63 izvirov z različnimi temperaturami, vendar podobne kemične sestave, ki vsebujejo pomembne elemente, kot so natrij, kalcij, klorid, radon, vodikov sulfid in ogljikov dioksid. Temperature v nekaterih izvirih dosegajo od 45 º C do 63 º C.

## Okolje
Vrelci se ogrevajo z vročo vodo, ki prihaja z vrha bazaltne gore skozi lavine razpoke in predstavljajo vrsto slapov, ki slikajo panoramsko podobo narave in globine verske in zgodovinske dediščine. Temperatura vode se giblje med 45 in 60 ° C. Voda se nabira v naravnih bazenih, kot nalašč primernih za kopanje. Vroči izviri so dostopni iz več poti. Slapovi Ma'in se spuščajo z vrha pečine in tvorijo očarljive oblike, ki dopolnjujejo vode, ki prečkajo Zaščiteno območje Mujib proti Mrtvemu morju skozi gorovje Ma'in in napajajo izvire. Vroči izviri Ma'in so pomembna postaja na zemljevidu terapevtskega turizma, ki uspeva zlasti pozimi zaradi toplega podnebja regije, ki meji na gore. 

## Turistična znamenitost
Petzvezdični Maein Spa Resort ima 97 hotelskih sob in tri dvorane za sestanke, skupaj z naravnimi bazeni, savnami, javnim bazenom in restavracijami s pogledom na gore. Znotraj letovišča je integriran zdravstveni center, specializiran za terapevtsko zdravje in masažo s prisotnostjo specialistov, ki nadzirajo vodenje tega centra.

## Zdravstveni turizem
Turisti obiščejo vroče vrelce ko iščejo zdravljenje kroničnih telesnih obolenj, kot so kožne in krvožilne bolezni ter bolečine v kosteh, sklepih, hrbtu in mišicah. Voda v izvirih vsebuje elemente z zdravilnimi lastnostmi. Zdravljenje s toplo vodo je koristno tudi v primerih kroničnega revmatizma, mišičnega krča, bolečin v hrbtu, krvnih žil, krčnih žil, kožnih bolezni in splošne aktivacije telesa pri živčni in psihični izčrpanosti, izločanju endokrinega sistema in kroničnem sinusitisu. Poleg kopanja v izvirih, so na voljo kopeli z mehurčki, brbotalniki ali vodne postelje, kopel za stopala in parne kopeli. Zdravljenje s paro pomaga zdraviti kronične dihalne bolezni, zlasti med kadilci.